# سيامسول تشاردون
سيامسول بكري تشاردون (بالإندونيسية: Syamsul Bachri Chaeruddin)‏، من مواليد 9 فبراير 1983 في ماكاسار في أندونيسيا، لاعب كرة قدم أندونيسي.
بدأ مسيرته الكروية مع نادي ماكاسار في عام 2001، وهو يلعب معهم حتى الآن.
و قد بدأ باللعب مع منتخب أندونيسيا لكرة القدم في عام 2004.
شارك في بطولتي كأس آسيا 2004، و2007

## روابط خارجية
- سيامسول تشاردون على موقع قاعدة بيانات كرة القدم.إي يو (الإنجليزية)
- سيامسول تشاردون على موقع ناشيونال فوتبول تيمز (الإنجليزية)
- سيامسول تشاردون على موقع Soccerway.com (الإنجليزية)